# Jessica Malone
Jessica Malone (ur. 27 listopada 1986) – australijska judoczka. Olimpijka z Aten 2004, gdzie odpadła w eliminacjach w wadze ciężkiej.
Uczestniczka mistrzostw świata w 2003. Zdobyła trzy medale mistrzostw Oceanii w latach 2003 - 2004. Mistrzyni Australii w 2003, 2004 i 2005.

## Letnie Igrzyska Olimpijskie 2004
| Konkurencja | Eliminacje           | Repasaże                  | Klas. końcowa |
| Konkurencja | Przeciwnik I         | Przeciwnik I              | Miejsce       |
| ----------- | -------------------- | ------------------------- | ------------- |
| +78 kg      | Maki Tsukada (JPN) P | Maryna Prokofjewa (UKR) P | 2 runda.      |